# Lillian Garrett-Groag
Liliana C. Groag (Buenos Aires, 24 de junio de 1945) es una dramaturga, directora de teatro y actriz argentina-estadounidense. Sus obras incluyen The Ladies of the Camellias, The Magic Fire y The White Rose.

## Primeros años
Lillian Groag nació en Buenos Aires, Argentina, de padre austriaco y madre italiana. Su padre había huido a Argentina en 1938 cuando Austria se unió a la Alemania nazi en el proceso conocido como Anschluss. Cuando Lillian tenía solo 7 años su familia emigró de Argentina hacia Montevideo, Uruguay durnate el gobierno de Juan Domingo Perón. Su padre moriría 7 años después en Uruguay. Lillian fue educada en internados católicos tanto en Argentina como en Uruguay durante toda su vida hasta que llegó al Lake Forest College en Chicago, Estados Unidos, y tiempo después a la Universidad de Dijon en Francia. Más tarde obtendría una maestría y un doctorado en lenguas romances y literatura de la Universidad del Noroeste.
Mientras asistía a Lake Forest College y la Universidad del Noroeste, apareció en muchas obras de teatro. Durante su actuación  en la obra "A Lion in Winter", mientras estaba en la Universidad del Noroeste, fue descubierta por un agente de talentos de Hollywood que la convenció de mudarse a Los Ángeles para seguir una carrera como actriz en televisión y películas. Luego tuvo apariciones como invitada en varios programas de televisión antes de centrarse más en el teatro y las obras de teatro, así como en la escritura.

## Carrera teatral
Miss Groag ha actuado, dirigido y escrito para muchos teatros regionales del país, Broadway y Off, así como para teatros de ópera. Sus obras también han tenido presentaciones en Alemania, Italia, México y Japón.
En 1993, Groag actuó como parte de un elenco en The Kentucky Cycle en el Centro John F. Kennedy para las Artes Escénicas en Washington D. C., y en Broadway en el Teatro Royale. Por esta actuación recibió un premio Helen Hayes a la Mejor Artista de Reparto en 1994.
En 1997, la obra de Groag, The Magic Fire se estrenó en el Oregon Shakespeare Festival. Ella recibió un Fondo Kennedy Center for New American Plays (FNAP) para apoyar esto.

### Obras de teatro
The Ladies of the Camellias es una farsa sobre un encuentro imaginario en París, 1897, entre las famosas divas del teatro Sarah Bernhardt y Eleonora Duse. Cada uno de ellos comenzará en producciones separadas de The Ladies of the Camellias en noches sucesivas.
The Magic Fire, es una obra de teatro sobre una familia inmigrante en Buenos Aires durante el régimen de Juan Perón en la década de 1950. Se refugian de la política fascista argentina en el arte y la ópera. Finalmente, los acontecimientos los obligan a enfrentarse a la política y sus obligaciones morales. Estrenada en 1997 en el Festival de Shakespeare de Oregón. Actuado (entre otras veces) en 2006 en el Festival Shaw.
The White Rose es una obra de teatro sobre la resistencia de los estudiantes universitarios alemanes durante laAlemania nazi de Hitler, que gira en torno a una joven estudiante Sophie y un inspector de policía Mohr.
Midons, una obra de teatro sobre los trovadores de Provenza y la "invención del amor". Una farsa tipo Monty Python con matices serios. Producida por The People's Light and Theatre Company en Filadelfia.
Menocchio, una obra de teatro sobre el famoso juicio en la vida real del molinero Domenico Scandella en la región de Friuli en 1600. Scandella propuso sobre la evolución, el socialismo y dudaba de la existencia de Dios. Una comedia. Producida por el Berkeley Repertory Theatre.
Blood Wedding, traducida y adaptada por Garrett-Groag de una obra de teatro española de Federico García Lorca, es una obra sobre un ciclo de asesinatos y venganzas en un escenario imaginario de la España rural.
War Music (2009), basada en la reescritura modernista de La Ilíada de Homero de Christopher Logue.

## Premios
- 1994: Premio Helen Hayes a Mejor Artista de Reparto.
- 1996: Beca del Kennedy Center's Fund for New American Plays (FNAP), para The Magic Fire en el Oregon Shakespeare Festival.
- AT&T American Plays: "The White Rose".
- TCG - Beca de dramaturgo en residencia, Center Stage, Baltimore. "Menocchio".